# 希望が丘高等学校
希望が丘高等学校（きぼうがおかこうとうがっこう）は、福岡県中間市土手ノ内三丁目にある私立高等学校。学校法人九州電機工業学園が設置・運営する。通称として「希望が丘」や「きぼこう」と呼ばれる。かつては所在地である「土手の内」から「土手高（どてこう）」や旧校名を略した「九電」や「電気」と呼ばれていた。

## 沿革
- 1968年（昭和43年） - 西日本電子高等学校を併合し、九州電気学園高等学校として開校。学科は電子科一科。
- 1969年（昭和44年） - 自動車科を新設。
- 1977年（昭和52年） - 普通科を新設。
- 1985年（昭和60年） - 情報処理科を新設。
- 1998年（平成10年） - 希望が丘高等学校（現校名）に校名変更し、従来の学科に代わり総合学科を設置。
- 2007年（平成19年） - 自動車科・自動車専攻科を新設。

## 設置学科
- 全日制課程
  - 総合学科
  - 自動車科
- 自動車専攻科

## 校訓
根気 知恵 勇気

## 校歌
- 作詞: 中村全亨
- 作曲: 須摩洋朔

## 最寄り駅
- 筑豊電気鉄道 希望が丘高校前駅

## 主な出身者
- 早田ひな (卓球選手日本生命レッドエルフ)
- 首藤成美（卓球選手ｔリーグ九州アスティーダ）
- 田添健汰 (卓球選手木下マイスター東京)
- 田添響（卓球選手岡山リベッツ）
- 前田美優 (元卓球選手日本生命レッドエルフ)
- ジョップ・セリンサリウ（プロサッカー選手）
- 岩戸亮介（チーム川崎レーシングライダー）
- 出羽ノ龍和希(大相撲力士,出羽海部屋）
- 風の湖（大相撲力士,押尾川部屋）
- 爆羅騎源氣(元大相撲力士)
- 入江正登(元大相撲力士)
- 一木隆冶（元大相撲力士,玉ノ井部屋）